# Vincent Rattez

a Compétitions nationales et continentales officielles uniquement.

b Matchs officiels uniquement.
Dernière mise à jour le 8 avril 2025.
Vincent Rattez, né le 24 mars 1992 à Colombes (Hauts-de-Seine), est un joueur international français de rugby à XV qui évolue au poste d'ailier au Lyon olympique universitaire rugby.
Avec le Montpellier HR, il remporte le Challenge européen en 2021 et devient champion de France en 2022.

## Biographie
En 2011, Vincent Rattez, qui peut jouer centre, ailier ou arrière arrive au RC Narbonne en provenance du Racing Métro 92 et après être passé par Gennevilliers et le Paris UC. Il a effectué sa scolarité au collège Georges Braque, en sport-étude rugby à Paris (où il a entre autres bénéficié de la formation de Serge Collinet) comme de nombreux joueurs devenus pro ou internationaux tels que Wesley Fofana, Félix Le Bourhis, Stephen Parez, Jacques Boussuge. En 2011, il entre également à la marine pour deux saisons. 
Il entre dans l'équipe professionnelle lors de la saison 2012-2013 en jouant 6 matchs de Pro D2 dont 4 en tant que titulaire. Le 7 décembre 2013, il marque ses deux premiers essais contre le FC Auch lors de la 13e journée. Rattez s'illustre face au SU Agen sur une contre-attaque de plus de 80 mètres conclue par un essai, en demi-finale.
En juin 2017, alors qu'il vient de connaître ses deux premières sélections contre l'Afrique du Sud, l'encadrement du XV de France l'intègre dans la liste Élite des joueurs protégés par la convention FFR/LNR pour la saison 2017-2018.
Meilleur marqueur d'essai rochelais de la saison 2018-2019 de Top 14 avec 9 essais, il est sélectionné par Jacques Brunel comme réserviste dans l'optique de préparer la coupe du monde de rugby. Il est écarté de la liste finale, sans avoir joué de match de préparation. Le 4 octobre 2019, il est appelé pour rejoindre le groupe au Japon après le forfait de Thomas Ramos.
Le 6 juin 2020, il s’engage pour trois saisons en faveur du Montpellier Hérault rugby.
Durant la saison 2021-2022, son club termine à la deuxième place de la phase régulière et se qualifie donc pour les phases finales. Lors de la demi-finale, il est titulaire au poste d'ailier avec Arthur Vincent et marque le seul essai montpelliérain du match dès la sixième minute. Le MHR bat l'Union Bordeaux Bègles, se qualifiant ainsi pour la finale. Le 24 juin 2022, il est de nouveau titulaire lors de la finale du Top 14 et affronte victorieusement le Castres olympique (victoire 29 à 10). Il remporte ainsi son deuxième titre avec le club héraultais, après le Challenge européen l'an passé. Cette saison 2021-2022, il joue 26 matchs toutes compétitions confondues et marque 5 essais.
En mai 2023, il signe un contrat portant sur deux saisons avec le Lyon OU.

## Statistiques

### En club
| Saison                | Club                  | Championnat | Championnat | Championnat | Coupe d'Europe                         | Coupe d'Europe                         | Coupe d'Europe                         |
| Saison                | Club                  | Compétition | Matchs      | Essais      | Compétition                            | Matchs                                 | Essais                                 |
| --------------------- | --------------------- | ----------- | ----------- | ----------- | -------------------------------------- | -------------------------------------- | -------------------------------------- |
| 2012-2013             | RC Narbonne           | Pro D2      | 6           | -           | Pas de qualification en Coupe d'Europe | Pas de qualification en Coupe d'Europe | Pas de qualification en Coupe d'Europe |
| 2013-2014             | RC Narbonne           | Pro D2      | 29          | 6           | Pas de qualification en Coupe d'Europe | Pas de qualification en Coupe d'Europe | Pas de qualification en Coupe d'Europe |
| 2014-2015             | RC Narbonne           | Pro D2      | 28          | 8           | Pas de qualification en Coupe d'Europe | Pas de qualification en Coupe d'Europe | Pas de qualification en Coupe d'Europe |
| 2015-2016             | RC Narbonne           | Pro D2      | 30          | 8           | Pas de qualification en Coupe d'Europe | Pas de qualification en Coupe d'Europe | Pas de qualification en Coupe d'Europe |
| Total RC Narbonne     | Total RC Narbonne     | Pro D2      | 93          | 22          |                                        |                                        |                                        |
| 2016-2017             | Stade rochelais       | Top 14      | 23          | 5           | Challenge européen                     | 6                                      | -                                      |
| 2017-2018             | Stade rochelais       | Top 14      | 21          | 5           | Coupe d'Europe                         | 6                                      | 2                                      |
| 2018-2019             | Stade rochelais       | Top 14      | 24          | 9           | Challenge européen                     | 6                                      | 2                                      |
| 2019-2020             | Stade rochelais       | Top 14      | 8           | 3           | Coupe d'Europe                         | 4                                      | 1                                      |
| Total Stade rochelais | Total Stade rochelais | Top 14      | 76          | 22          | Coupes d'Europe                        | 22                                     | 5                                      |
| 2020-2021             | Montpellier HR        | Top 14      | 20          | 1           | Coupe d'Europe+Challenge européen      | 1+3                                    | 0+1                                    |
| 2021-2022             | Montpellier HR        | Top 14      | 23          | 5           | Coupe d'Europe                         | 3                                      | -                                      |
| 2022-2023             | Montpellier HR        | Top 14      | 12          | 3           | Champions Cup                          |                                        |                                        |
| Total Montpellier HR  | Total Montpellier HR  | Top 14      | 55          | 9           | Coupes d'Europe                        | 7                                      | 1                                      |
| Total                 | Total                 | Total       | 224         | 53          | Coupes d'Europe                        | 29                                     | 6                                      |

### Internationales
Au 16 novembre 2022, Vincent Rattez compte neuf sélections en équipe de France, pour un essai inscrit. Il a pris part à une édition du Tournoi des Six Nations, en 2020 et à une édition de la Coupe du monde, en 2019.

#### Tournoi des Six Nations
| Édition          | Rang | Résultats France | Résultats Rattez | Matchs Rattez |
| ---------------- | ---- | ---------------- | ---------------- | ------------- |
| Six Nations 2020 | 2    | 4 v, 0 n, 1 d    | 2 v, 0 n, 0 d    | 2/5           |

#### Coupe du monde
| Édition    | Rang               | Résultats France | Résultats Rattez | Matchs Rattez |
| ---------- | ------------------ | ---------------- | ---------------- | ------------- |
| Japon 2019 | Quart de finaliste | 3 v, 0 n, 1 d    | 0 v, 0 n, 1 d    | 1/4           |

## Palmarès
- Finaliste du/de la Challenge européen/Cup en 2019 avec le Stade rochelais et en 2025 avec le Lyon OU.
- Vainqueur du Challenge européen en 2021 avec le Montpellier HR.
- Vainqueur du Championnat de France en 2022 avec le Montpellier HR.